# Lug (Bugojno, BiH)
Lug je naseljeno mjesto u općini Bugojno, Federacija Bosne i Hercegovine, BiH.

## Povijest
Selo je stradalo u bošnjačko-hrvatskom sukobu. Tijekom bitke za Bugojno, 26. srpnja 1993. iz sela Udurlija, Luga, Čaušlija, Bristova, Rosulja, Kule i Vučipolja, Hrvati su se okupili u Crniču, odakle su preko sela Mračaja i Kupresa pošli ka Hercegovini, Hrvatskoj i dalje u svijet. Nakon bitke za Bugojno, Lug je potpuno uništen.

## Stanovništvo

### 1991.
Nacionalni sastav stanovništva 1991. godine, bio je sljedeći:
ukupno: 385
- Hrvati - 382
- Srbi - 1
- ostali, neopredijeljeni i nepoznato - 2

### 2013.
Nacionalni sastav stanovništva 2013. godine, bio je sljedeći:
ukupno: 267
- Hrvati - 258
- Bošnjaci - 8
- Srbi - 1